# 25 november
25 november är den 329:e dagen på året i den gregorianska kalendern (330:e under skottår). Det återstår 36 dagar av året. Dagen har kallats Korv-Kare, efter namnsdagen Katarina, då höstslakten skulle vara avslutad.

## Återkommande bemärkelsedagar

### Nationaldagar
- Bosnien och Hercegovinas nationaldag
- Surinams nationaldag

### Internationella dagar
- Internationella dagen mot våld mot kvinnor

## Namnsdagar

### I den svenska almanackan
- Nuvarande – Katarina och Katja
- Föregående i bokstavsordning
  - Carina – Namnet infördes på dagens datum 1986, men flyttades 2001 till 7 maj.
  - Katarina – Namnet har, till minne av en martyr i Alexandria på 300-talet, funnits på dagens datum sedan gammalt. Det fanns också tidvis på 2 augusti till minne av Katarina av Vadstena.
  - Katja – Namnet infördes 1986 på 8 juli, men flyttades 1993 till 15 november och 2001 till dagens datum.
  - Katrin – Namnet infördes på dagens datum 1986, men utgick 1993.
- Föregående i kronologisk ordning
  - Före 1901 – Katarina
  - 1901–1985 – Katarina
  - 1986–1992 – Katarina, Carina och Katrin
  - 1993–2000 – Katarina och Carina
  - Från 2001 – Katarina och Katja
- Källor
  - Brylla, Eva (red.). Namnlängdsboken. Gjøvik: Norstedts ordbok, 2000 ISBN 91-7227-204-X
  - af Klintberg, Bengt. Namnen i almanackan. Gjøvik: Norstedts ordbok, 2001 ISBN 91-7227-292-9

### Finlandssvenska almanackan
- Nuvarande från 2025[1] – Karin, Katarina, Carina, Katja, Kajsa, Katrina
- I föregående revideringar[a][2]
  - 1929–1994 – Katarina, Karin
  - 1995–2004 – Katarina, Karin, Kajsa, Katja
  - 2005–2015 – Katarina, Karin, Kajsa, Katrina, Katja
  - 2015–2019 – Katarina, Karin, Carina, Kajsa, Katrina, Katja
  - 2020–2024 – Katarina, Karin, Carina, Katja, Kajsa, Katrina

## Händelser
- 1034 – Den skotske kungen Malkolm II blir mördad i Glamis. Han har inga egna söner, som kan efterträda honom på tronen, men han har sedan tidigare utverkat att hans dotterson Duncan ska efterträda honom på tronen. När Duncan I nu blir ny kung av Skottland grundar han också den nya kungaätten Dunkeld, som kommer att inneha den skotska kungamakten till 1286.
- 1185 – Sedan Lucius III har avlidit samma dag väljs Umberto Crivelli till påve och tar namnet Urban III.
- 1277 – Sedan Johannes XXI har avlidit den 20 maj väljs Giovanni Gaetano Orsini till påve och tar namnet Nicolaus III.
- 1286 – Den treåriga prinsessan Margareta, som är dotter till den norske kungen Erik prästhatare och den skotske kungen Alexander III:s dotter Margareta, väljs genom fördraget i Salisbury av Skottlands väktare till regerande drottning av Skottland. Hon står nämligen närmast den skotska tronen, efter att hennes båda morbröder har dött unga och det barn Alexanders hustru Yolande har burit sedan strax innan hans död 19 mars samma år har blivit dödfött. Vid tillfället befinner hon sig dock hos sin far i Norge och reser inte över till Skottland förrän 1290.
- 1915 – Albert Einstein presenterar den allmänna relativitetsteorin[3] vid den preussiska vetenskapsakademien.
- 1936 – Tyskland och Japan undertecknar Antikominternpakten som riktar sig mot bolsjevismen, det vill säga Sovjetunionen.
- 1952 – Agatha Christies teaterpjäs Råttfällan (The Mousetrap) har premiär i London.
- 1958 – Autonoma Republiken Senegal utropas.[4]
- 1963 – President John F. Kennedy begravs på Arlingtonkyrkogården.
- 1969 – John Lennon återlämnar den Brittiska imperieorden han tilldelats fyra år tidigare som en protest mot Storbritanniens agerande i Biafrakriget och Vietnamkriget.
- 1970 – Den japanske författaren Yukio Mishima begår seppuku efter ett misslyckat försök till statskupp.
- 1975 – Surinam blir självständigt från Nederländerna.[5]
- 1976 – The Band genomför sin avskedskonsert The Last Waltz på Winterland Ballroom, San Francisco.
- 2005
  - Saab AB stridsflygplanet Saab 37 Viggen gör sin sista flygning för flygvapnet.
  - Ett svenskt fordon ur svenska utlandsstyrkan blir utsatt för ett bombdåd under ett rekognoseringsuppdrag i Afghanistan. Två av de fyra personerna i fordonet avlider senare på sjukhus.[6][7][8]
- 2010 – Örlogsfartyget HMS Visborg avvecklas officiellt vid en ceremoni i Karlskrona örlogshamn. Kapten Magnus Ström blir den siste fartygschefen.
- 2019 – Vid ett inbrott i museet Grünes Gewölbe i Dresden stjäls tre värdefulla juvelgarnityr från 1700-talet.

## Födda
- 1562 – Lope de Vega, spansk dramatiker och poet
- 1609 – Henrietta Maria av Frankrike, drottning av England, Skottland och Irland 1625–1649 (gift med Karl I) (född denna eller nästa dag, död 1669)
- 1638 – Katarina av Bragança, drottning av England, Skottland och Irland 1662–1685 (gift med Karl II)
- 1676 – Nils Barchius, biskop i Västerås stift
- 1697 – Gerhard Tersteegen, tysk reformert mystiker och psalmdiktare
- 1786 – Anders Magnus Strinnholm, historisk författare och hävdatecknare, ledamot av bland annat Svenska Akademien
- 1803 – Sofia Ahlbom, svensk tecknare, gravör, litograf, fotograf, kartograf och författare
- 1835 – Andrew Carnegie, skotskfödd amerikansk affärsman och filantrop
- 1844 – Carl Benz, tysk konstruktör av fyrtaktsmotorn
- 1848 – William H. Crain, amerikansk politiker
- 1864 – Albert G. Schmedeman, amerikansk demokratisk politiker och diplomat, guvernör i Wisconsin 1933–1935
- 1870 – Johan Johanson i Tväråselet, svensk hemmansägare och centerpolitiker
- 1875 – Einar Fröberg, svensk skådespelare, regissör, manusförfattare och författare
- 1880
  - Anna Flygare-Stenhammar, svensk skådespelare
  - Leonard Woolf, brittisk författare
- 1881 – Johannes XXIII, född Angelo Giuseppe Roncalli, påve 1958–1963
- 1889 – Sigfrid Nordkvist, svensk lärare och politiker (folkpartist)
- 1895
  - Anastas Mikojan, sovjetisk politiker, president 1964–1965
  - Ludvík Svoboda, tjeckoslovakisk militär, Tjeckoslovakiens president 1968–1975
- 1900 – Rudolf Höss, tysk SS-officer, kommendant i Auschwitz
- 1901 – Arthur Liebehenschel, tysk nazist, SS-Obersturmbannführer
- 1912
  - Henry Denker, amerikansk roman-, pjäs- och manusförfattare
  - Francis Durbridge, brittisk deckarförfattare
- 1913 – Rune Skog, svensk sångare (andretenor) och pianist
- 1914 – Joe DiMaggio, amerikansk basebollstjärna, gift 274 dagar med Marilyn Monroe
- 1915
  - Augusto Pinochet, chilensk president och diktator 1973–1990
  - Gösta Frändfors, svensk brottare, mottagare av Svenska Dagbladets guldmedalj 1947
- 1920 – Ricardo Montalbán, mexikansk skådespelare
- 1923 – Mauno Koivisto, Finlands president 1982–1994
- 1926 – Poul Anderson, amerikansk science fiction-författare
- 1927 – Bartholomäus Schink, tysk motståndsman och ledare inom Edelweisspiraten
- 1929 – Sigurd Glans, svensk journalist och författare.
- 1930 – Jan P. Syse, norsk politiker, statsminister 1989–1990
- 1932 – Leif Forstenberg, svensk skådespelare
- 1933 – Alan Arnell, brittisk fotbollsspelare
- 1940 – Percy Sledge, amerikansk sångare
- 1941 – Riaz Ahmed Gohar Shahi, pakistansk mystiker och författare
- 1942 – Rosa von Praunheim, tysk filmregissör, författare, konstnär och aktivist för homosexuellas rättigheter
- 1945 – Håkan Hagegård, svensk opera- och konsertsångare
- 1946
  - Slim Borgudd, svensk racerförare och musiker
  - Marika Lindström, svensk skådespelare
- 1949 – Mauno Järvelä, finländsk violinist
- 1951 – Arturo Pérez-Reverte, spansk författare och journalist
- 1955
  - EwaMaria Björkström, svensk skådespelare, sångare och musikalartist
  - Adem Jashari, albansk frihetskämpe
- 1956 – Hélène Goudin, svensk (belgiskfödd) EU-parlamentariker (Junilistan)
- 1959 – Charles Kennedy, brittisk politiker och parlamentsledamot, partiledare för Liberaldemokraterna 1999–2006
- 1960
  - Anders Carlsson (Masken), ishockeyspelare, VM-guld 1987, 1991, kopia av Svenska Dagbladets guldmedalj 1987
  - John F. Kennedy Jr., amerikansk advokat och chefredaktör
- 1964 – Boaz Bismuth, israelisk diplomat, journalist och politiker
- 1965 – Pierre Tafvelin, svensk skådespelare
- 1966 – Billy Burke, amerikansk skådespelare
- 1971 – Christina Applegate, amerikansk skådespelare
- 1972 – Fabian Bengtsson, svensk företagsledare, vd för Siba
- 1974 – Erik Adielsson, svensk travkusk
- 1979 – Joel Kinnaman, svensk skådespelare
- 1985 – Marcus Hellner, svensk skidlöpare, mottagare av Svenska Dagbladets guldmedalj 2010
- 2001 – Adrian Weinberg, amerikansk vattenpolospelare

## Avlidna
- 1034 – Malkolm II, kung av Skottland sedan 1005
- 1120 – William Adelin, 17, son till kung Henrik I av England (född 1103)
- 1185 – Lucius III, född Ubaldo Allucingoli, påve sedan 1181
- 1315 – John Balliol, kung av Skottland 1292–1296
- 1885
  - Thomas A. Hendricks, 66, amerikansk politiker, vicepresident 1885 (född 1819)
  - Alfons XII av Spanien, 27, kung sedan 1874 (född 1857)
- 1907 – Ludvig Mylius-Erichsen, 35, dansk författare och polarforskare (född 1872)
- 1909 – Oskar Fredrik Wijkman, 67, svensk industriledare och politiker i Västerås (född 1841)
- 1910 – Olof Larsson i Rödön, 69, svensk hemmansägare och riksdagspolitiker (född 1840)
- 1912 – Isidor Rayner, 62, amerikansk demokratisk politiker, senator för Maryland 1905–1912 (född 1850)
- 1939 – Elbert Lee Trinkle, 63, amerikansk demokratisk politiker, guvernör i Virginia 1922–1926 (född 1876)
- 1949 – Bill ”Bojangles” Robinson, 71, amerikansk steppdansör, skådespelare och underhållare (född 1878)
- 1950 – Johannes V. Jensen, 77, dansk poet och författare, mottagare av Nobelpriset i litteratur 1944 (född 1873)
- 1956 – Jacob Tegengren, 81, finlandssvensk poet (född 1875)
- 1957 – Per Hjern, 58, svensk skådespelare (född 1899)
- 1959 – Gérard Philipe, 36 fransk skådespelare (född 1922)
- 1961 – Axel Wenner-Gren, 80, svensk företagsledare och finansman (född 1881)
- 1968 – Upton Sinclair, 90, amerikansk författare (född 1878)
- 1970 – Yukio Mishima, 45, japansk författare (född 1925)
- 1971 – Torsten Quensel, 73, svensk filmjournalist och manusförfattare (född 1898)
- 1973 – Laurence Harvey, 45, litauisk-född brittisk skådespelare (född 1928)
- 1974
  - Nick Drake, 26, brittisk låtskrivare och sångare (född 1948)
  - U Thant, 65, diplomat från Burma, FN:s tredje generalsekreterare 1961–1972 (född 1909)
- 1983
  - Anton Dolin, 79, brittisk balettdansör och koreograf (född 1904)
  - Curt Edgard, 66, svensk skådespelare (född 1917)
- 1989 – Birago Diop, 82, senegalesisk författare (född 1906)
- 1993 – Anthony Burgess, 76, brittisk författare (född 1917)
- 1995
  - Helge Hagerman, 85, svensk skådespelare, vissångare, regissör, och producent (född 1910)
  - Richard G. Shoup, 71, amerikansk republikansk politiker, kongressledamot 1971–1975 (född 1923)
- 1996 – Lennart Nyberg, 76, svensk barn- och ungdomsskådespelare (född 1920)
- 1997 – Stephen McNichols, 83, amerikansk demokratisk politiker, guvernör i Colorado 1957–1963 (född 1914)
- 2005
  - Richard Burns, 34, brittisk rallyvärldsmästare (född 1971)
  - George Best, 59, brittisk (nordirländsk) fotbollsspelare (född 1946)
- 2007 – Kevin DuBrow, 52 amerikansk sångare i Quiet Riot (född 1955)
- 2011 – Vasilij Aleksejev, 69, rysk (sovjetisk) tyngdlyftare (född 1942)
- 2012 – Lars Hörmander, 81, svensk matematiker och fieldsmedaljör (född 1931)
- 2014 – Denham Harman, 98, amerikansk gerontolog och vetenskapsman (född 1916)
- 2015 – Lennart Hellsing, 96, svensk barnboksförfattare och översättare (född 1919)
- 2016 – Fidel Castro, 90, kubansk diktator 1959–2008 (född 1926)
- 2020 – Diego Maradona, 60, argentinsk fotbollstränare och fotbollsspelare (född 1960)
- 2022 – Irene Cara, 63, amerikansk skådespelerska och sångerska